# نخل‌های نقره‌ای
نخل‌های نقره‌ای (نام علمی: Coccothrinax) نام یک سرده از تیره نخل است.